# Brachymeria marmonti
Brachymeria marmonti är en stekelart som först beskrevs av Girault 1924.  Brachymeria marmonti ingår i släktet Brachymeria och familjen bredlårsteklar. Inga underarter finns listade.